# Sven Isacsson
Sven Isacsson, född 1 juni 1912 i Linköping, död 19 augusti 1975, var en svensk målare och tecknare. 
Han var son till läroverksadjunkten Erik Hagbard Isacsson och Suzanne Chevallier och från 1939 gift med Aina Larsson. Sven fick två barn tillsammans med Aina, Sven-Erik Isacsson och Madeleine Isacsson. Isacsson studerade vid Tekniska skolan och Högre konstindustriella skolan i Stockholm 1931–1936. Han var elev i staffli- och teatermåleri för Marcel Robert i Vichy 1937–1938. Han medverkade i ett flertal grupputställningar i Frankrike, Sverige och i Östgöta konstförenings utställningar sedan 1941. Separat ställde han ut i Linköping 1949, 1951 och 1955. I sitt måleri har Isacsson experimenterat med i djärva färger utförda landskap och figurkompositioner. Som tecknare har han nått goda resultat i en till ytterlighet driven förenkling av linjespelet. Bland hans offentliga arbeten märks en väggmålning på Stadshotellet i Eksjö. Vid sidan av sitt eget skapande var han verksam som reklamarbetare. Isacsson är representerad vid Linköpings museum.